# V/STOL

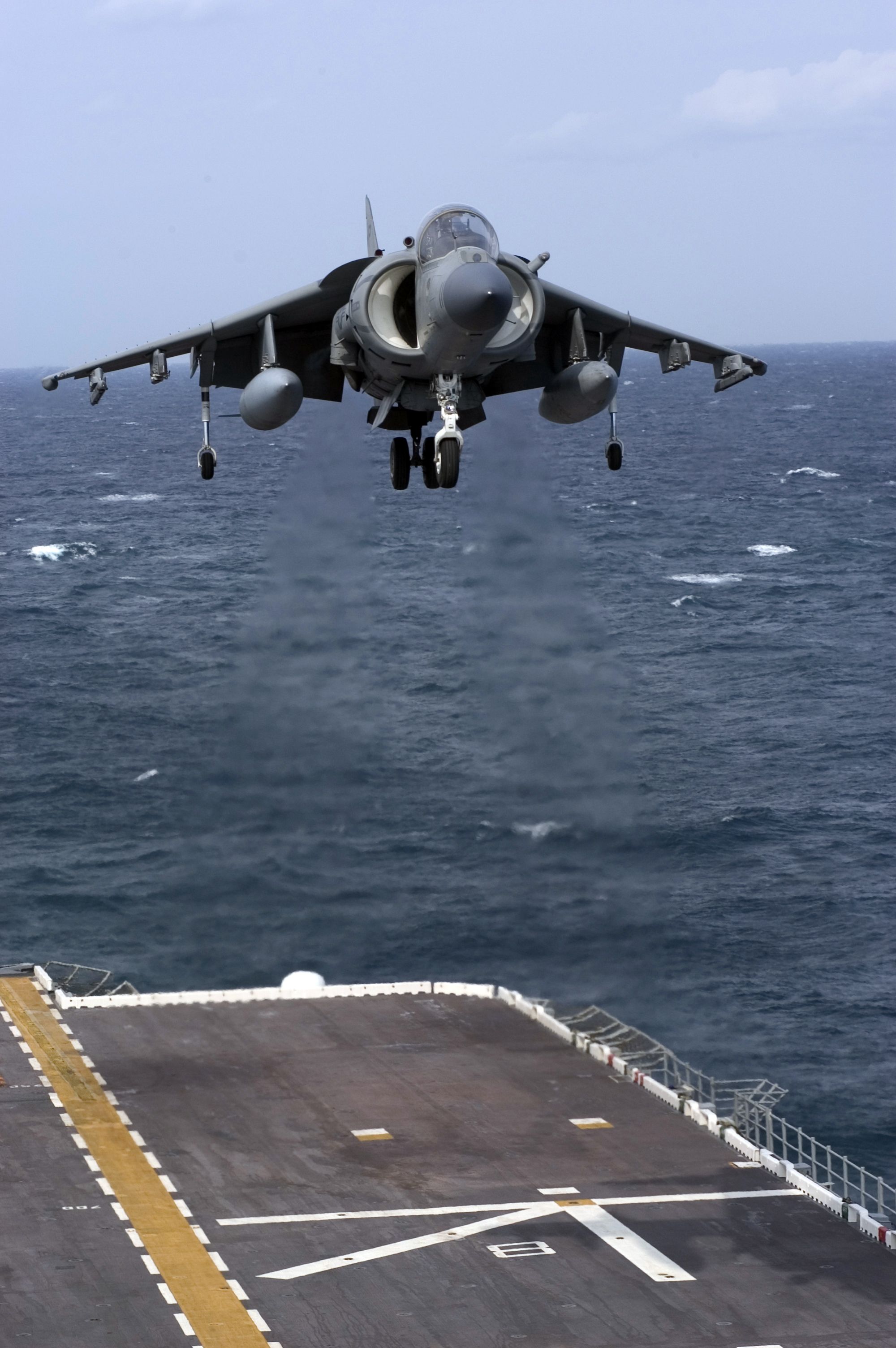
Un McDonnell Douglas AV-8B Harrier II, realizando un aterrizaje sobre el buque de asalto anfibio estadounidense.

V/STOL (acrónimo en inglés de Vertical/Short Take-Off and Landing, «despegue y aterrizaje verticales/cortos»), es un término usado en aviación para referirse a capacidades especiales de los aviones.
Un avión con capacidad V/STOL es capaz de despegar verticalmente o sobre pistas de aterrizaje y despegue cortas. El avión más característico con esta característica es el Hawker Siddeley Harrier, y en la actualidad sigue siendo el único diseño realmente operativo. El Yak-38 también fue un modelo con estas características, pero se encuentra fuera de servicio ya que resultó muy limitado en sus funciones.
En un principio se desarrolló para permitir que los motores rápidos pudieran ser empleados en aviones que tuvieran la capacidad de ser manejados desde claros en los bosques o espacios limitados, evitando así ser un blanco fácil en cualquier pista de aterrizaje y despegue. También estaba pensado que pudieran ser utilizados en portaaviones.
La capacidad V/STOL ha sido sustituida por STOVL, que es despegue corto y aterrizaje vertical. Un despegue en una pista corta, como la de un portaaviones o un buque de asalto anfibio, a veces con una rampa, que reduce la cantidad de empuje requerido para levantar un avión totalmente cargado en tierra, y esto hace que aumente la carga útil y la gama de armamento que podrá disponer la aeronave. Esto hace que el Harrier, siendo el principal representante V/STOL, sea incapaz de despegar verticalmente a plena carga de combustible y con todo el armamento operativo, y por eso se usa como STOVL y no como V/STOL, ya que resulta ventajoso.